# Gustaf Lagergren (organist)
Gustaf Gustafsson Lagergren, tidigare Linqvist, född 19 september 1707 i Åtvids socken, Östergötlands län, död 23 januari 1767 i Kimstads socken, Östergötlands län, var organist och amatörorgelbyggare i Östra Husby. Han var även snickare, urmakare och svarvare. Han har byggt 20 nya orgelverk i Linköpings stift, utöver reparationer och ombyggnationer.
Lagergren är stamfar till markgrevliga ätten Lagergren.

## Biografi
Gustaf Lagergren föddes 19 september 1707 på Långbrott i Åtvids socken, Östergötlands län. Han var son till bonden Gustaf Christophersson (död 1709) och Kerstin Olofsdotter (död 1724).
Lagergren arbetade som klockare och organist 1725–1739 i Veta församling.
Den 24 februari 1739 skulle en ny klockare väljas efter Jöns Carlsson i Östra Husby församling. De fyra kandidaterna bestod av en betjänt hos komminister Uhrlander, stadsklockaren Peter Malmberg i Norrköping, Hemming Andersson i Boberg och Lagergren som även kunde tänka sig att bli organist. Till klockare och organist i församlingen valdes enhälligt Lagergren. Den 30 november 1760 sade han upp sig som klockare och organist i församlingen.
1760 flyttade familjen till Kimstad och han blev klockare och organist i Kimstads församling. Lagergren avled 23 januari 1767 i Kimstads socken och begravdes 3 februari samma år.

### Familj
Lagergren gifte sig första gången 24 juli 1726 i Åtvids socken med Anna Göransdotter (död 1743). De fick tillsammans barnen Margareta (1727–1793), Carl (1729–1731), Gustav (född 1732), Petter (1735–1799), Olof (född 1738), Johan (1741–1741) och Gustaf (1742–1814).
Lagergren gifte sig andra gången 30 september 1744 i Styrestad med Helena Nilsdotter (1727–1784). De fick tillsammans barnen  Nicolaus (född 1748), Johan (född 1751), Nicolaus (född 1754) och Helena Christina (född 1757), Andreas (1761–1762).

## Orglar
| År   | Ursprunglig kyrka | Stift      | Bild | Manualer | Pedal        | Stämmor | Bevarad orgel/fasad | Övrigt |
| ---- | ----------------- | ---------- | ---- | -------- | ------------ | ------- | ------------------- | --- |
| 1738 | Östra Ryds kyrka  | Linköping  |      |          |              |         |                     | [ 23 ] |
| 1738 | Jonsbergs kyrka   | Linköpings |      |          |              | 6       | Nej/Nej             | Orgeln såldes för 330 daler år 1756 till Östra Ny kyrka. Orgeln reparerades okänt år för 180 daler. En ny orgel byggdes 1865 av Erik Nordström, Flisby. |
| 1741 | Östra Husby kyrka | Linköpings |      | 1        | Bihängd      | 7       | Nej/Nej             | Orgeln kostade 650 daler. Lagergren utökades orgeln med en mixturstämma 1744 för 150 daler. Det året tillverkade han även citrater, änglabilder och 22 lövverk till orgelns fasad för 50 daler. Orgeln och läktaren målades samma år av målaren Petter Hagander, Söderköping. 1767 reparerades orgeln av Salling. Orgeln hade tre bälgar. En ny orgel byggdes 1826 av Gustaf Andersson, Stockholm. |
| 1746 | Vallerstads kyrka | Linköpings |      |          |              | 7       | Nej/Nej             | Orgeln påbörjades av Carl Björling men fullbordades av Lagergren för 600 daler. En ny orgel byggdes 1841 av Nils Ahlstrand, Norra Solberga. |
| 1754 | Skedevi kyrka     | Linköpings |      |          |              | 9       | Nej/Nej             | Orgeln kostade 1500 daler. En ny orgel byggdes 1826 av Pehr Zacharias Strand, Stockholm. |
| 1755 | Rönö kyrka        | Linköpings |      |          |              | 9       | Nej/Nej             | Orgeln kostade 1200 daler. Den hade tremulant och två bälgar. En ny orgel byggdes 1855 av Gustaf Andersson, Stockholm. |
| 1756 | Fornåsa kyrka     | Linköpings |      | 1        |              | 7       | Nej/Nej             | Orgeln kostade 1100 daler. 1879 byggdes en ny orgel av Carl Elfström, Ljungby. |
| 1766 | Kristbergs kyrka  | Linköpings |      | 1        | Självständig | 14      | Eventuellt          | En ny orgel byggdes 1879 av Åkerman & Lund, Stockholm. |
| 1766 | Kristvalla kyrka  | Växjö      |      |          |              |         |                     | [ 23 ] |

### Reparationer och ombyggnationer
| År   | Ursprunglig kyrka | Stift      | Bild | Manualer | Pedal        | Stämmor | Bevarad orgel/fasad | Övrigt |
| ---- | ----------------- | ---------- | ---- | -------- | ------------ | ------- | ------------------- | --- |
| 1733 | Veta kyrka        | Linköpings |      |          |              |         |                     | Lagergren rensade, uppsatte och förbättrade orgeln för 10 daler. |
| 1741 | Tjällmo kyrka     | Linköpings |      |          |              |         |                     | Sätter upp orgeln från Uppsala domkyrka. |
| 1750 | Konungsunds kyrka | Linköpings |      |          |              | 3       |                     | 1750 köptes ett positiv från Häradshammars kyrka. Positivet var från början tillverkat i Riga. Orgeln sattes upp 1750 i Konungsunds kyrka av Lagergren. |
| 1761 | Gistads kyrka     | Linköpings |      |          |              | 5       |                     | Orgeln var byggd 1736 av Carl Kindberg och kostade 180. Den byggdes om 1746 av Jonas Wistenius, Linköping för 430 daler och hade då 5 stämmor. 1761 reparerade Lagergren orgeln. |
| 1764 | Bo kyrka          | Strängnäs  |      | 1        | Självständig | 12      | Nej/Ja              | Lagergren satte upp och renoverade ett äldre 1764 verk från S:t Pers kyrka, Vadstena. Orgeln köptes 1760 från S:t Pers kyrka av landshövdingen Johan Abraham Hamilton och skänktes 1764 till Bo kyrka där Lagergren satte upp den. Orgeln fick en ny fasad tillverkade av Lagergren. En ny orgel byggdes 1929 av E A Setterquist & Son, Örebro. |
| 1768 | Björsäters kyrka  | Linköpings |      |          |              | 5       |                     | Orgeln reparerades 1768 av Lagergren på riksråd Sinklairs befallning. Orgeln med 7 stämmor var skänkt till kyrkan av kapten Henrik Reuter och Catharina Rålamb. Orgeln byggdes om av Carl Björling och hade 5 stämmor efter ombyggnationen. En ny orgel byggdes 1831 av Gustaf Andersson, Stockholm.                                            |